# ريتشارد بالارد
ريتشارد بالارد (بالإنجليزية: Richard Ballard)‏ هو لاعب كرة قدم أمريكي، ولد في 26 يناير 1994 في لويفيل في الولايات المتحدة. لعب مع لويسفيل سيتي.

## وصلات خارجية
- ريتشارد بالارد على موقع قاعدة بيانات كرة القدم.إي يو (الإنجليزية)